# Noatak River
Der Noatak River ist ein 675 Kilometer langer Fluss im Nordwesten des US-Bundesstaats Alaska.

## Verlauf
Der Noatak River entspringt an den Hängen des Mount Igikpak in den Schwatka Mountains der Brookskette im Gates-of-the-Arctic-Nationalpark. Er fließt zwischen den De Long Mountains im Norden und den Baird Mountains im Süden nach Westen und mündet schließlich nördlich von Kotzebue am Ausgang des Hotham Inlets in den Kotzebue-Sund, einer Bucht der Tschuktschensee.

## Naturschutz
Der Großteil des Flusslaufs liegt im Noatak National Preserve, dessen Gebiet dem Einzugsgebiet des Flusses westlich des Nationalparks entspricht. Bis auf die letzten Kilometer vor der Mündung fließt der Noatak River durch diese beiden Schutzgebiete. Teile des Einzugsgebiets am Kotzebue Sound, allerdings nicht der Fluss selbst, liegen im Cape Krusenstern National Monument. Mit 26.300 km² ist das Einzugsgebiet des Noatak River das größte geschützte Flusssystem der Vereinigten Staaten.
1976 wies die UNESCO das Noatak-Biosphärenreservat aus. Am 2. Dezember 1980 wurden durch den Alaska National Interest Lands Conservation Act 530 Kilometer des Flusslaufs von der Quelle des Noatak River bis zur Mündung des Kelly Rivers im Noatak National Preserve zum National Wild and Scenic River unter der Verwaltung des National Park Service erklärt.

## Flora und Fauna
Die Vegetation am Noatak ist durch Tundra und borealen Nadelwald in den Flussniederungen und alpine Tundra mit Weiden, Heidekraut- und Sauergrasgewächsen sowie Moosen in den angrenzen Hochlagen bestimmt. In den feuchten Gebirgsausläufern finden sich Wollgräser, Zwerg-Birken und Erlen. Fichtenwälder sind in der ganzen Region verbreitet.

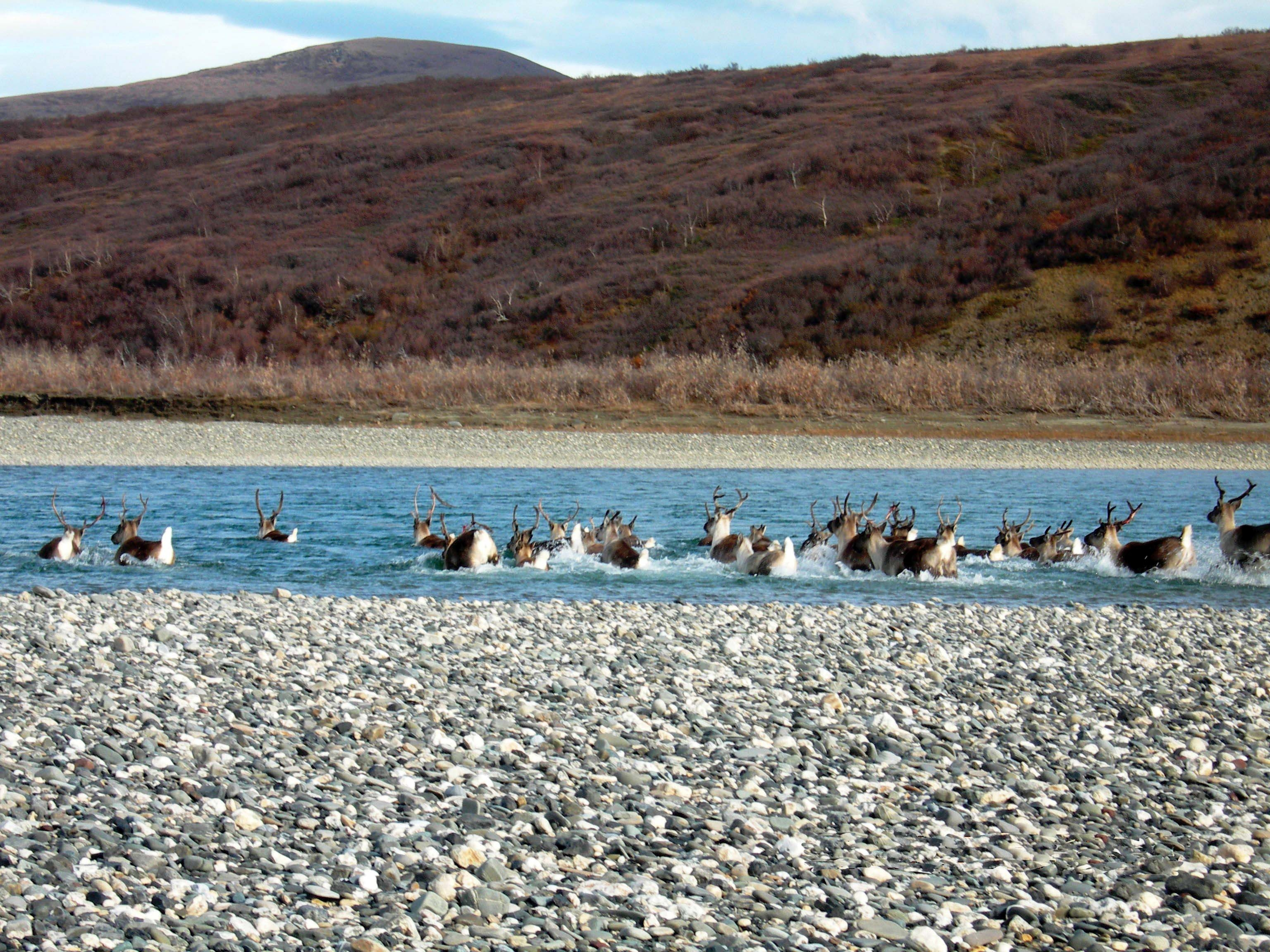
Karibus beim Überqueren des Noatak River

Karibus, Elche, Dall-Schafe, Grizzlybären, Wölfe, Füchse, Luchse, Marder, Biber und Bisamratten leben am Noatak River. Im Fluss selbst und seinen Zuflüssen gibt es große Bestände von Wandersaibling und arktischer Äsche.